# Anoka (Minnesota)

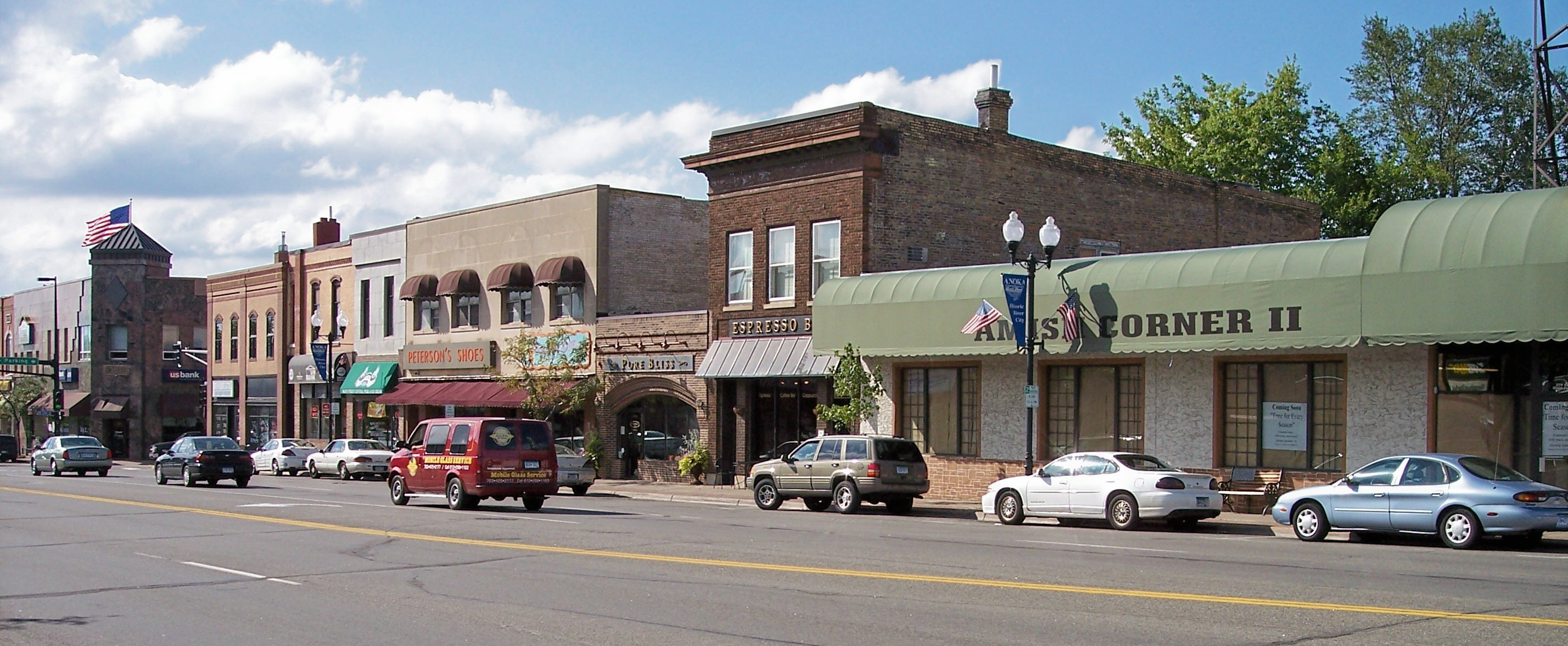
Jedna z głównych ulic miasta.

Anoka – miasto w stanie Minnesota, w hrabstwie Anoka w Stanach Zjednoczonych. Jego populacja to 18 tysięcy ludzi (dane na rok 2000). W 1920 odbyła się tam pierwsza parada z okazji Halloween.